# Ramphotyphlops nigroterminatus
Ramphotyphlops nigroterminatus este o specie de șerpi din genul Ramphotyphlops, familia Typhlopidae, descrisă de Waite 1931. Conform Catalogue of Life specia Ramphotyphlops nigroterminatus nu are subspecii cunoscute.